# Eulenkopfturm
Der Eulenkopfturm, alternativ Eulenkopfwarte genannt, ist ein in den Jahren 1913 und 1914 auf dem namensgebenden Eulenkopf errichteter, etwa 19 Meter hoher Aussichtsturm.

## Lage
Das Bauwerk befindet sich im Nordpfälzer Bergland auf der Gemarkung von Erzenhausen im rheinland-pfälzischen Landkreis Kaiserslautern, jedoch in unmittelbarer Nähe des Siedlungsgebiets der Nachbargemeinde Eulenbis.

## Aufbau
Der Turm umfasst vier Etagen; in der untersten befindet sich ein Standesamt. In den drei darüber liegenden Ebenen befinden sich jeweils Aussichtsplattformen mit unterschiedlich großen offenen Fenstern. Der achteckige Turm ist bis zur Brüstungshöhe der dritten, auf neun Meter Höhe liegenden Etage mit behauenen Sandsteinen aufgemauert. Darüber ist er bis zum unteren Dach weiß verputzt. Der oberste, ins Dach zurück versetzte Raum mit einer Plattform auf 12,2 Metern Höhe hat einen quadratischen Grundriss, ist außen mit Kupferblech verkleidet und trägt ein Pyramidendach.

## Sicht
Von seiner obersten Plattform aus reicht die Sicht in südöstliche Richtung bis zum Pfälzerwald. 

## Zugang
Der Schlüssel zum Turm kann in der nahen Gaststätte gegen Pfand ausgeliehen werden.